# PLATO (sonda espacial)
A Plato (Trânsito Planetário e Oscilação de Estrelas) é uma sonda espacial criada pela Agência Espacial Europeia (ESA). Proposta para ser lançada no espaço em 2026, a PLATO vem sendo construída desde 2007 e tem como objetivo fotografar mais de 100.000 estrelas e, principalmente, encontrar planetas semelhantes à Terra.

## Objetivos
A meta é encontrar planetas semelhantes à Terra, não só em termos de tamanho mas como, por exemplo, sua capacidade de serem ou não habitados. Seu objetivo inicial é elucidar as condições para a formação de um Planeta e o surgimento de vida. Para alcançar essas demandas, a missão se atentará em:
- Descobrir e caracterizar um grande número de sistemas exoplanetários.
- Mensurar oscilações estrelares para estudar a estrutura interna das estrelas e como elas evoluem.
- Investigar a atmosfera de exoplanetas.